# Interprovincial Championship 1994-95
El Interprovincial Championship de 1994-95 fue la cuadragésimo novena edición del torneo de equipos provinciales de la Isla de Irlanda, es decir tanto de la República de Irlanda como de Irlanda del Norte.
El torneo otorgó tres plazas para la Copa Heineken 1995–96.

## Sistema de disputa
El torneo se disputó en formato de todos contra todos, otorgando 2 puntos por el triunfo, 1 por el empate y 0 por la derrota. El equipo que obtuviera más puntos al final del campeonato era declarado campeón.

## Desarrollo
- Tabla de posiciones:[1]

| Pos. | Equipo         | Encuentros | Encuentros | Encuentros | Encuentros | Tantos | Tantos | Tantos | Puntos |
| Pos. | Equipo         | PJ         | PG         | PE         | PP         | F      | C      | Dif    | Puntos |
| ---- | -------------- | ---------- | ---------- | ---------- | ---------- | ------ | ------ | ------ | ------ |
| 1.º  | Munster Rugby  | 4          | 4          | 0          | 0          | 159    | 88     | +101   | 8      |
| 2.º  | Ulster Rugby   | 4          | 2          | 0          | 2          | 84     | 51     | +33    | 4      |
| 3.º  | Leinster Rugby | 4          | 2          | 0          | 2          | 65     | 80     | -15    | 4      |
| 4.º  | Irish Exiles   | 4          | 1          | 0          | 3          | 77     | 117    | -40    | 2      |
| 5.º  | Connacht Rugby | 4          | 1          | 0          | 3          | 55     | 134    | -79    | 2      |

|  | Campeón. |

### Resultados
| 1994 | Connacht | 9 - 35 | Irish Exiles |  |  |

| 1994 | Munster | 17 - 16 | Ulster |  |  |

| 1994 | Ulster | 20 - 6 | Connacht |  |  |

| 1994 | Leinster | 20 - 18 | Irish Exiles |  |  |

| 1994 | Connacht | 20 - 19 | Leinster |  |  |

| 1994 | Irish Exiles | 8 - 46 | Munster |  |  |

| 1994 | Irish Exiles | 16 - 42 | Ulster |  |  |

| 1994 | Leinster | 14 - 36 | Munster |  |  |

| 1994 | Munster | 60 - 20 | Connacht |  |  |

| 1994 | Ulster | 6 - 12 | Leinster |  |  |

| Bandera de Irlanda   |
| Campeón Munster      |
| Décimo octavo título |